# Jeremy Northam
Jeremy Philip Northam (Cambridge, 1961. december 1. –) angol színész.
Fontosabb filmjei közé tartozik az Emma (1996), az Amistad (1997), Az eszményi férj (1999), A Winslow fiú (1999), a Gosford Park (2001) és az Enigma (2001).
A Tudorok (2006–2007) című történelmi drámasorozatban Morus Tamást formálta meg. A Korona 2016–2017 között sugárzott epizódjaiban Anthony Edenként volt látható.

## Filmográfia

### Film
| Év   | Magyar cím                         | Eredeti cím                   | Szerep                                           | Magyar hang      |
| ---- | ---------------------------------- | ----------------------------- | ------------------------------------------------ | ---------------- |
| 1992 | Üvöltő szelek                      | Wuthering Heights             | Hindley Earnshaw                                 |                  |
| 1993 |                                    | Soft Top Hard Shoulder        | John                                             |                  |
| 1995 | Carrington – A festőnő szerelmei   | Carrington                    | Beacus Penrose                                   |                  |
| 1995 | A hálózat csapdájában              | The Net                       | Jack Devlin                                      | Kaszás Attila    |
| 1995 | Meghasadt dallamok                 | Voices                        | Philip Heseltine / Peter Warlock                 |                  |
| 1996 | Emma                               | Emma                          | Mr. Knightley                                    | Háda János       |
| 1997 | Mimic – A júdás faj                | Mimic                         | Dr. Peter Mann                                   | Kassai Károly    |
| 1997 | Amistad                            | Amistad                       | Coglin bíró                                      | Rékasi Károly    |
| 1998 |                                    | The Tribe                     | Jamie                                            |                  |
| 1998 | A szerelem filozófiája             | The Misadventures of Margaret | Edward Nathan                                    | Sörös Sándor     |
| 1999 | Szép kis páros                     | Happy, Texas                  | Harry Sawyer / Steven "Steve"                    | Csankó Zoltán    |
| 1999 | Gloria                             | Gloria                        | Kevin                                            | Selmeczi Roland  |
| 1999 | Az eszményi férj                   | An Ideal Husband              | Sir Robert Chiltern                              | Széles László    |
| 1999 | A Winslow fiú                      | The Winslow Boy               | Sir Robert Morton                                | Rékasi Károly    |
| 2000 | Az aranyserleg                     | The Golden Bowl               | Amerigo herceg                                   | Kálid Artúr      |
| 2001 | Enigma                             | Enigma                        | Mr. Wigram                                       | Csankó Zoltán    |
| 2001 | Gosford Park                       | Gosford Park                  | Ivor Novello                                     | Széles Tamás     |
| 2002 | Költői szerelem                    | Possession                    | Randolph Henry Ash                               | Csankó Zoltán    |
| 2002 |                                    | Cypher                        | Morgan Sullivan / Jack Thursby / Sebastian Rooks |                  |
| 2003 | Az éneklő detektív                 | The Singing Detective         | Mark Binney                                      | Rosta Sándor     |
| 2003 | Az ítélet                          | The Statement                 | Roux ezredes                                     | Galbenisz Tomasz |
| 2004 | Bobby Jones: Egy legenda születése | Bobby Jones: Stroke of Genius | Walter Hagen                                     | Jakab Csaba      |
| 2005 | Az ismeretlen katona               | Guy X                         | Woolwrap ezredes                                 | Jakab Csaba      |
| 2005 | Bikatöke                           | A Cock and Bull Story         | Mark                                             |                  |
| 2006 | A bosszú keletről érkezik          | Payback                       | Vlagyimir                                        |                  |
| 2007 | Invázió                            | The Invasion                  | Tucker Kauffman                                  | Jakab Csaba      |
| 2008 | Út a szívhez                       | Dean Spanley                  | Fisk Junior                                      | Hegedűs D. Géza  |
| 2009 | Teremtés                           | Creation                      | Innes atya                                       | Széles Tamás     |
| 2009 | A Dicső 39                         | Glorious 39                   | Joseph Balcombe                                  | Kőszegi Ákos     |
| 2015 | Az élet ára                        | Eye in the Sky                | Brian Woodale                                    | Rosta Sándor     |
| 2015 | Az ember, aki ismerte a végtelent  | The Man Who Knew Infinity     | Bertrand Russell                                 | Fazekas István   |
| 2016 | A mi emberünk                      | Our Kind of Traitor           | Aubrey Longrigg                                  | Vida Péter       |
| 2019 | Hivatali titkok                    | Official Secrets              | Ken Macdonald                                    | Debreczeny Csaba |
| 2023 | Freud: Az utolsó pszichoanalízis   | Freud's Last Session          | Ernest Jones                                     |                  |

### Televízió
| Év        | Magyar cím              | Eredeti cím              | Szerep              | Megjegyzések                                                             |
| --------- | ----------------------- | ------------------------ | ------------------- | ------------------------------------------------------------------------ |
| 1988      |                         | American Playhouse       | Mr. Benson          | 1 epizód                                                                 |
| 1988      |                         | Piece of Cake            | 'Fitz' Fitzgerald   | minisorozat (5 epizód)                                                   |
| 1988      |                         | Journey's End            | Stanhope kapitány   | tévéfilm                                                                 |
| 1988–1989 |                         | Wish Me Luck             | Colin Beale         | 14 epizód                                                                |
| 1992      |                         | House of Glass           | Gerald Stafford     | tévéfilm                                                                 |
| 1992      |                         | A Fatal Inversion        | Rufus Fletcher      | minisorozat (3 epizód)                                                   |
| 1993      | Agatha Christie: Poirot | Agatha Christie’s Poirot | Hugo Trent          | - 1 epizód (A halott ember tükre) - magyar hangja: - Barabás Kiss Zoltán |
| 1995      |                         | A Village Affair         | Anthony Jordan      | tévéfilm                                                                 |
| 2002      | Martin és Lewis         | Martin and Lewis         | Dean Martin         | tévéfilm                                                                 |
| 2007–2008 | Tudorok                 | The Tudors               | Morus Tamás         | 15 epizód                                                                |
| 2008      |                         | Fiona's Story            | Simon               | tévéfilm                                                                 |
| 2010      | Miami Trauma            | Miami Medical            | Dr. Matthew Proctor | 13 epizód                                                                |
| 2012      |                         | White Heat               | Edward              | minisorozat (6 epizód)                                                   |
| 2014      | Az új világ             | New Worlds               | II. Károly          | minisorozat (4 epizód)                                                   |
| 2016–2017 | A Korona                | The Crown                | Anthony Eden        | - főszereplő - 1-2. évad (11 epizód) - magyar hangja: - Rosta Sándor     |

## Fordítás
- Ez a szócikk részben vagy egészben  a   Jeremy Northam című angol Wikipédia-szócikk ezen változatának fordításán alapul.  Az eredeti cikk szerkesztőit annak laptörténete sorolja fel. Ez a jelzés csupán a megfogalmazás eredetét és a szerzői jogokat jelzi, nem szolgál a cikkben szereplő információk forrásmegjelöléseként.